# Juan María Duñabeitia
Juan María Duñabeitia Larrea (Elorrio, 2 de julio de 1945) es un exfutbolista español que se desempeñaba como centrocampista.

## Clubes
| Club            | País   | Año       |
| --------------- | ------ | --------- |
| S. D. EIBAR     | España | 1963-1967 |
| C. A. Osasuna   | España | 1969-1970 |
| Real Zaragoza   | España | 1970-1977 |
| Barakaldo C. F. | España | 1977-1979 |